# Schulfamilie (Bayern)
Als Schulfamilie wird, besonders in Bayern, die Schulgemeinschaft bzw. Schulgemeinde im Sinne der Gemeinschaft der Lehrer, des nicht-pädagogischen Personals, der Schüler, der Ehemaligen und der Eltern einer Schule sowie die Summe aller Organe dieser Schule (Schulforum bzw. Schulkonferenz, Schulleitung, Verbindungslehrer, Schülerrat, Schülerzeitung, Schulelternbeirat, Förderverein bzw. Schulverein) verstanden.
Auf einem „Wunschzettel“ hat die LandesschülerInnenvereinigung Bayern am 24. Juni 2008 aufgelistet, wie sie sich die Entwicklung der Institution Schulfamilie in Bayern vorstellt:
- Schule muss in der Schule stattfinden und nicht zuhause
- Freiräume, Zeit und menschliche Zuwendung
- wieder mehr Spaß am Leben
- Trost für weinende Kinder
- genug Zeit zum Lernen und Leben an der Schule
- mehr Menschlichkeit
- mehr Respekt (für die Schüler)
- weniger Arbeit (Nachhilfe) für Eltern
- mehr Respekt
- mehr Mitsprache und Entscheidungsrechte für Schüler
- echte Wertschätzung der ganzen Person (Kind)
- dass auch auf die Schüler Rücksicht genommen wird.[1]